# 弗蘭茨·貝克

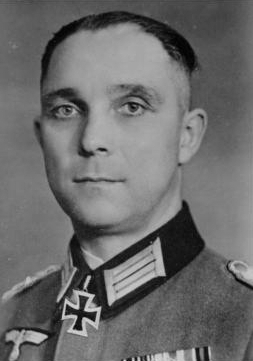
弗蘭茨·貝克

弗蘭茨·貝克（德語：Franz Bäke，1898年2月28日-1978年12月12日）是二戰期間的德國國防軍的軍官和裝甲兵指揮官。他曾獲得橡葉騎士佩寶劍鐵十字勳章。他曾參與了波蘭戰役、法國戰役以及東線的戰鬥。在戰後流行文化中，德國作家弗朗茨·庫洛夫斯基（Franz Kurowski）的歷史小說系列《裝甲王牌》（Panzer Aces）中紀念了貝克。